# Villa Saxonia
Die Villa Saxonia, auch Haus Koch, liegt im Stadtteil Kötzschenbroda der sächsischen Stadt Radebeul, auf der Meißner Straße 241 gegenüber der Hofmann-Villa.

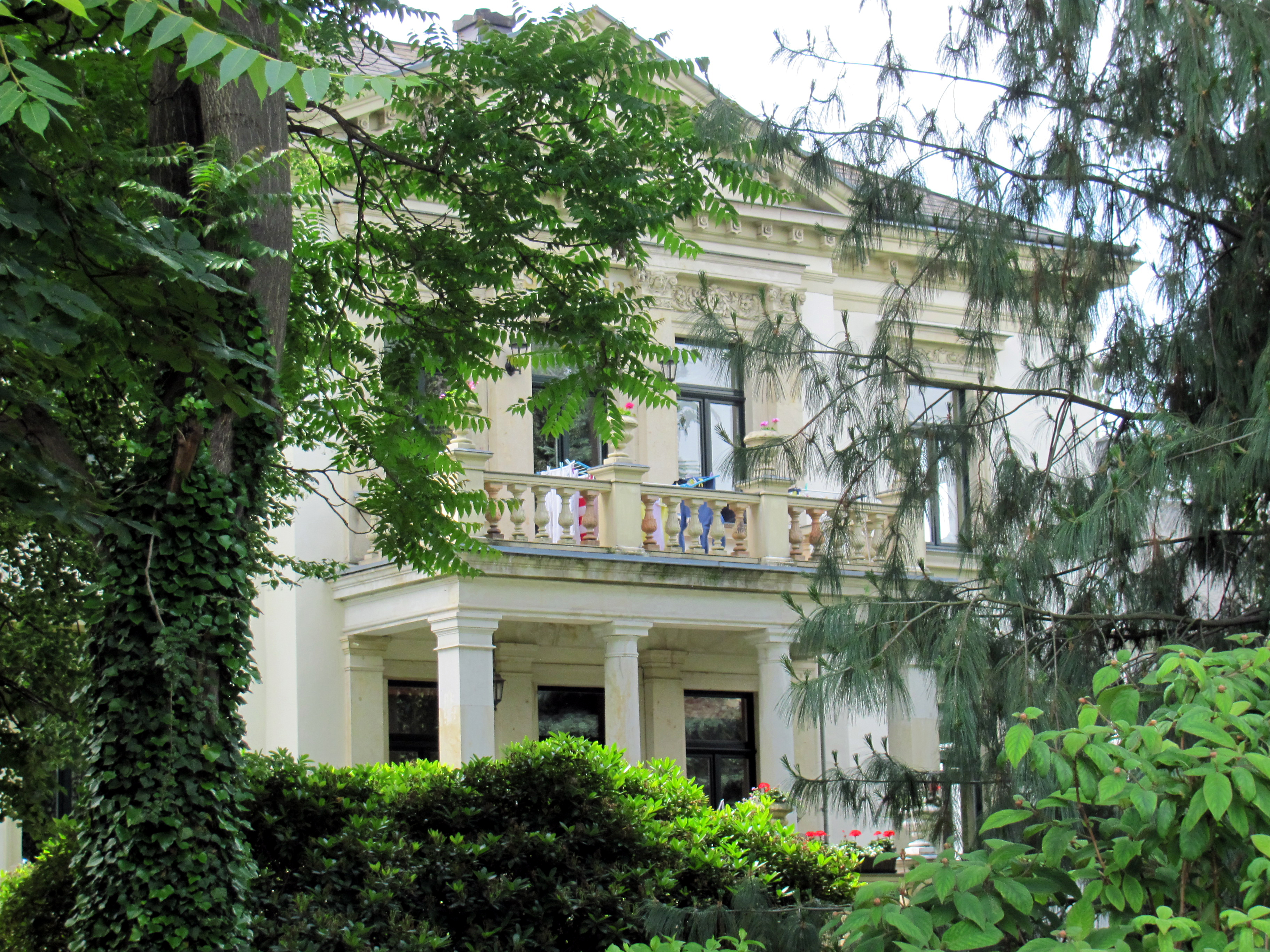
Villa Saxonia

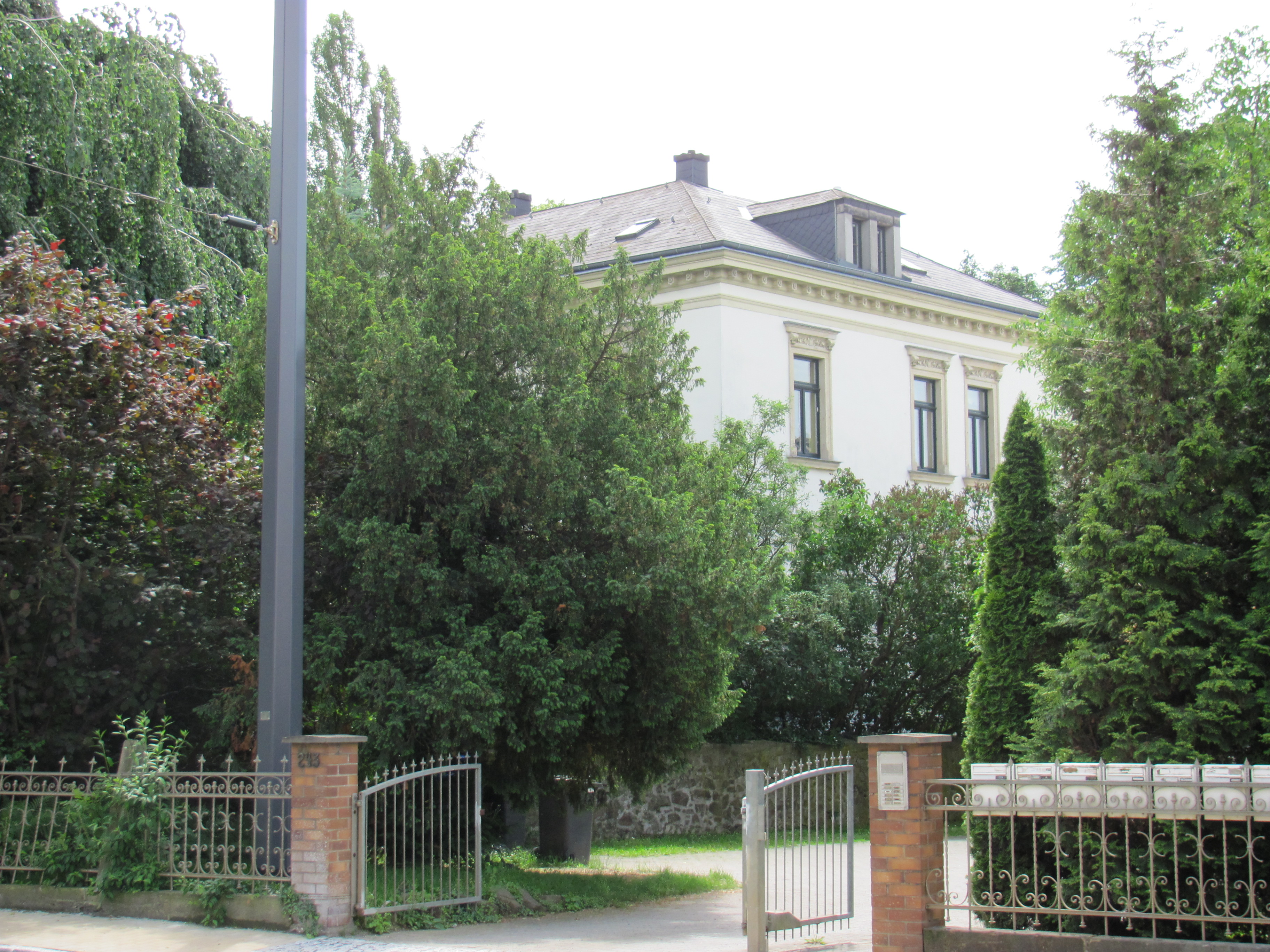
Villa Saxonia; rechte Seitenansicht

## Beschreibung
Die zweigeschossige, denkmalgeschützte Villa steht auf einem Souterraingeschoss und hat ein schiefergedecktes, flaches Walmdach. In der nach Norden zeigenden Hauptansicht zur Meißner Straße steht mittig in der fünfachsigen Fassade ein dreiachsiger Risalit mit einem Dreiecksgiebel und Stuckornamentik sowie den Hausnamen Saxonia im Giebelfeld. Die Fenster werden durch Pilaster eingefasst. Vor dem Risalit steht ein säulen- und eckpfeilergestützter Söller mit Balustrade, vor diesem wiederum befindet sich eine zweiläufige Treppe zum Vorgarten.
Der verputzte, spätklassizistisch stilisierte Bau weist Stuckornamente, ein Kraggesims und durch Sandsteingewände eingefasste Fenster mit geraden Verdachungen auf.
Im Inneren des Gebäudes liegt ein zentraler Vorsaal, von dem aus die Wohnräume erschlossen sind.

## Geschichte
Im April 1873 beantragte der Grundstücksbesitzer Carl Gierth, ein Wohnhaus mit Nebengebäuden errichten zu dürfen. Der beigelegte Entwurf ist signiert mit C.K., was eventuell auf den Baumeister und Architekten Carl Käfer (1856–1910) hinweist, der zu jener Zeit jedoch erst 17 Jahre alt war. Die Baurevision erfolgte im März 1875.
Anstelle der hölzernen Veranda mit Freitreppe vor dem Eingang erhielt das Gebäude 1892 einen massiven Anbau in der Südostecke.
In den 1920er Jahren wohnte dort der Ingenieur und Unternehmer Joseph Hallbauer (1842–1922) unter der ehemaligen Adresse Meißner Str. 32 in Kötzschenbroda.
Zu DDR-Zeiten, mindestens seit 1973, stand das Anwesen als Haus Koch unter Denkmalschutz.